# Cá lóc đồng
Cá lóc đồng còn gọi là cá lóc, cá tràu, cá quả, cá chuối đen, cá lóc đen, cá chuối sộp (danh pháp khoa học: Channa striata) là một loài cá lóc bản địa của vùng Nam Á và Đông Nam Á, chúng hay sinh sống ở các đồng ruộng. Cá lóc đồng là một nguồn thực phẩm quan trọng của các cư dân bản địa và chúng đã được du nhập đến một số vùng đảo thuộc Thái Bình Dương.

## Phân bố
Loài này được ghi nhận có trong khu vực Pakistan, Ấn Độ, Nepal, Sri Lanka, Bangladesh, Myanmar, Malaysia, Indonesia, Lào, Campuchia, Việt Nam, Thái Lan và Hoa Nam. Có thể có tại Bhutan.

## Mô tả
Vây lưng: Tia gai = 0, tia mềm = 38-43. Vây hậu môn: Tia gai = 0, tia mềm = 23 - 27. Cơ thể gần giống hình trụ; đầu dẹp; vây đuôi thuôn tròn. Bề mặt phần lưng và hai bên hông sẫm màu và lốm đốm với màu đen và màu đất son nhạt màu. Phần bụng màu trắng. Đầu to trông giống như đầu rắn. Miệng xẻ sâu, nhiều răng. Vảy rất to.

## Sinh học
Cá trưởng thành sinh sống trong ao hồ, sông, suối, ưa thích các vùng nước tù đọng và nhiều bùn khu vực đồng bằng. Chủ yếu tìm thấy trong các đầm lầy, nhưng cũng sinh sống trong các vùng sông nước vùng đất thấp. Phổ biến hơn trong các vùng nước lặng tương đối sâu (1–2 m). Rất phổ biến trong khu vực đồng bằng nước ngọt. Sinh sống trong các sông từ trung bình tới lớn, suối, đồng ruộng ngập nước và vùng nước tù đọng kể cả các kênh mương chảy chậm. Sống qua mùa khô bằng cách vùi mình vào lớp bùn đáy của ao, hồ, kênh mương và đầm lầy miễn là da và cơ quan hít thở không khí vẫn giữ được ẩm và sống nhờ lớp mỡ dự trữ.
Thức ăn của nó là cá, ếch nhái, rắn, côn trùng, giun, nòng nọc và động vật giáp xác. Trong lưu vực sông Mê Kông loài này sẽ di cư từ dòng chính của sông suối hay các vùng thường xuyên có nước sang vùng ngập lụt trong mùa mưa và quay trở lại dòng chính khi bắt đầu mùa khô. Trong mùa đông và mùa khô, thịt và khoang bụng của nó rất dễ bị nhiễm ấu trùng của loài sán lá Isoparorchis hypselobargi. Các loài ký sinh trùng khác lây nhiễm vào loài cá này là Pallisentis ophicephali ở ruột và Neocamallanus ophicepahli ở manh tràng (ruột tịt).

## Sử dụng
Được chế biến thành các món ăn như prahok (mắm bò hóc), mam-ruot và mắm cá lóc ở Campuchia. Có lẽ là một trong số các loài cá cung cấp thực phẩm chính ở Thái Lan, Đông Dương và Malaysia. Phần thịt cá lọc bỏ xương có màu trắng, rắn cũng như lớp da sẫm màu rất thích hợp để chế biến các món xúp và thường được bán riêng lẻ. Tại Hawaii người ta thông báo đã từng đánh bắt được các cá thể lớn, dài tới trên 150 cm. Có tầm quan trọng kinh tế lớn trong cả nuôi thả và đánh bắt cá hoang dã tại Nam Á và Đông Nam Á.

## Tại Việt Nam
Ở Việt Nam, cá lóc đồng hoang dã được đánh giá có chất lượng hơn so với cá lóc nuôi, có những lúc cá lóc nuôi giảm giá thấp là do chất lượng cá lóc nuôi kém xa cá lóc đồng sinh sống ngoài tự nhiên Cá lóc nuôi thường có màu da sáng và trắng, thịt không thơm, không dai bằng cá đồng và thường có lượng mỡ nhiều hơn cá lóc đồng. Ngược lại, cá lóc đồng có màu da sẫm hơn và thường bị bám rong rêu, trọng lượng phổ biến dưới 1 kg/con do đó nhiều đầu nậu đã giả dạng cá lóc nuôi thành cá lóc đồng để dánh lừa người tiêu dùng nhằm kiếm lợi Trong ẩm thực, cá lóc đồng là nguyên liệu cho nhiều món ăn ngon. Tại miền nam người ta có một vài cách chế biến như:

### Nướng trui
Cá lóc đồng nướng trui là một món ăn dân dã đặc trưng cho miền đồng nước Nam Bộ Việt Nam, với hương vị độc đáo và cách chế biến rất đơn giản. Món ăn này gắn liền với quá trình khai hóa đất phương Nam của dân tộc Việt. Đặc điểm của món cá lóc nướng trui dân dã là cá không cần sơ chế, nghĩa là không đánh vảy, không cạo nhớt, không mổ bụng, không tẩm ướp gia vị.
Cá lóc đồng vừa bắt lên, rửa sạch, được xuyên bằng một que dài từ miệng đến đuôi, sau vùi cá vào đống rơm khô rồi châm lửa đốt hoặc cắm que xuống đất lấy rơm phủ lên và đốt lửa cho đến khi tro tàn. Khi cá chín, cạo bỏ lớp vẩy đã cháy xém để lộ ra thịt cá trắng và thơm. Khi có điều kiện, cá lóc nướng trui có thể thực hiện cầu kì trên lửa than hồng, có rưới mỡ hành, cá chín ăn với mắm me và thường được cuốn với bánh tráng, rau thơm các loại.

### Khô cá

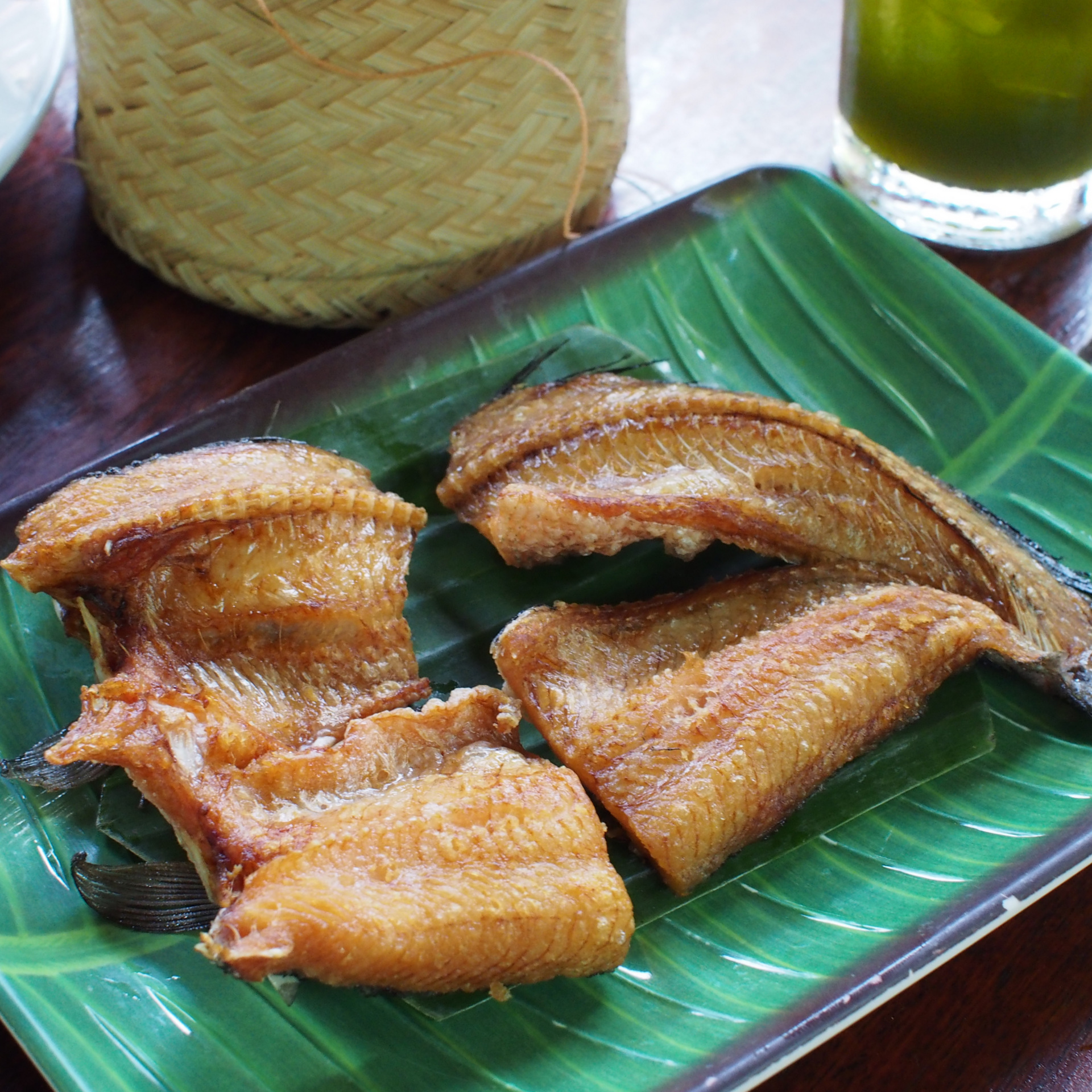
Khô cá lóc đồng ở Thái Lan

Khô cá lóc đồng là món ăn được làm từ cá lóc tẩm gia vị của vùng Miền Tây như: muối, bột ngọt, hạt tiêu, tẩm màu cá khô bằng ớt trái lớn (ớt bỏ hột giã lấy nước) ướp cá khoảng 30 phút. Sau đó đem phơi với nắng gắt 3 đến 4 ngày. Cá sau khi khô được phân chia bịch 1 kg và được bảo quản ngăn tủ mát. Do đó dù để lâu vẫn giữ được mùi vị thơm ngon của khô cá lóc. Khô cá lóc đem nướng làm ta cảm nhận được mùi vị thơm ngon của nó. Sau khi nướng, đập cho khô mềm, tơi cho dễ xé nhỏ. Khô cá lóc được làm gỏi như: gỏi xoài, gỏi dưa leo, gỏi lá sầu đâu, gỏi đu đủ... Bên cạnh đó, khô cá lóc còn đem chiên, kho ăn rất ngon và lạ miệng.

### Món khác

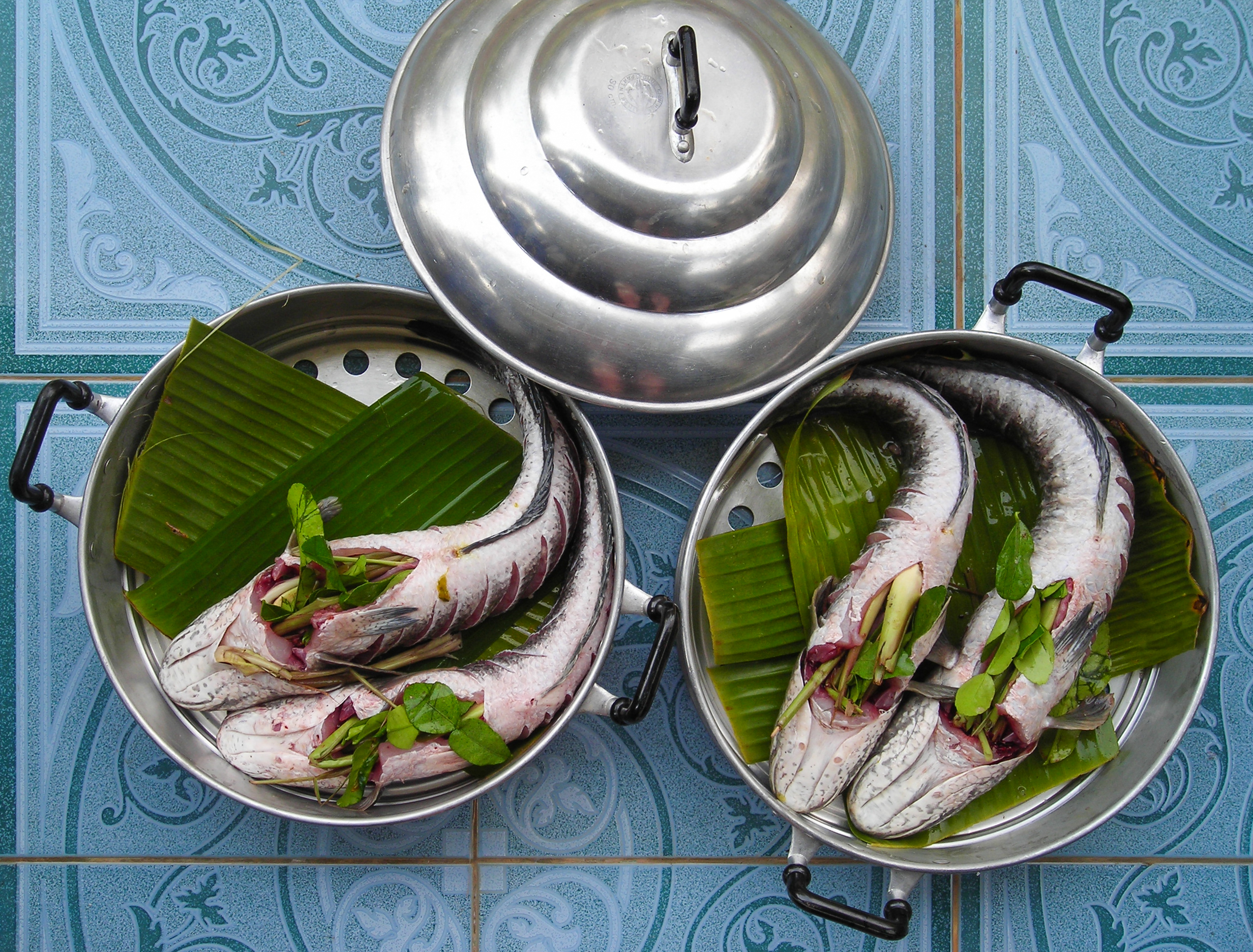
Cá tràu hấp

Ngoài ra còn có món cá lóc đồng kho lạt với cà, Cháo rau đắng kèm cá lóc đồng, cá lóc đồng làm sạch, bắc nồi bước sôi lên thả vào, nêm vừa ăn, rau đắng sắp sẵn vô tô, trút nước canh và cá ra tô ấy. Món này đã trở thành trứ danh: "Rau đắng kèm cá lóc đồng/Rượu đắng nhưng lại ngọt lòng dân quê". Ngày xưa cá lóc ở miền Tây không phải là của hiếm. Chỉ cần mua cái lờ đặt xuống dòng sông hay xách cần câu ra bờ sông là đã có được bữa cơm có món cá lóc đồng tươi ngon.
Cá lóc đồng được chế biến thành nhiều món ngon khác nhau như canh chua cá lóc, cháo rau đắng cá lóc, hay món cá lóc khô tộ đậm đà. Khô cá lóc đồng ở Bạc Liêu không lóc xương như ở Sóc Trăng và một vài nơi khác. Đồng Tháp đúng mùa mận chín, còn phải có nguyên liệu là cá lóc đồng loại lớn sẽ chế biến thành món cá lóc đồng hấp mận. Ngoài ra còn món bánh canh bột gạo cá lóc đồng hay món bánh canh cá lóc thông dụng.